# Ingvar il Viaggiatore
Ingvar il Viaggiatore (lingua norrena: Yngvarr víðförli) (fl. XI secolo) fu il capo di un fallimentare attacco vichingo nei confronti dell'impero persiano, nel 1036–1042.
Vi furono numerose spedizioni vichinghe nel Mar Caspio durante il X secolo. La Yngvars saga víðförla descrive l'ultima campagna vichinga nel Caspio nel 1041, aggiungendo leggende ai fatti storici. Questa spedizione fu organizzata dallo svedese Ingvar il Viaggiatore, il quale discese il fiume Volga fino alla terra dei Saraceni (Serkland). Mentre si trovavano qui, sembra che abbiano partecipato alla battaglia di Sasireti tra Georgiani e Bizantini.
Vi sono almeno 26 pietre runiche di Ingvar, 24 delle quali nella regione del lago Mälaren nell'Uppland svedese, che fanno riferimento a guerrieri che accompagnarono Ingvar nella sua spedizione in terra saracena. Questa spedizione aveva probabilmente l'obbiettivo di riaprire le antiche tratte commerciali, ora che i Bulgari del Volga ed i Cazari non rappresentavano più un ostacolo. Una pietra dedicata al fratello di Ingvar afferma che andarono ad est alla ricerca dell'oro, ma che morirono in terra saracena.

## Fonti
Oltre alle pietre runiche di Ingvar, non esistono fonti svedesi che citino Ingvar, ma c'è la Yngvars saga víðförla e tre annali islandesi che parlano della sua morte avvenuta l'anno 1041: Annales regii, Lögmanns annáll e Flateyarbók annals. Questi tre annali si basano probabilmente sulla compilazione di Sturla Þórðarson.

## Biografia

### Origini
Esistono tre teorie sull'origine di Ingvar. Secondo la prima, sostenuta soprattutto da Otto von Friesen e Elena Mel'nikova, la saga di Ingvar ha trasmesso correttamente la sua origine, per cui egli era il figlio del variago Eymundr, che a sua volta era figlio di un capo svedese di nome Áki e della figlia del re svedese Eric il Vittorioso.
Una seconda teoria suggerisce che Ingvar fosse figlio di un principe svedese chiamato Eymundr, figlio di Eric il Vittorioso e fratello di Olof III di Svezia. L'esistenza di questo principe Eymundr sarebbe stata suggerita da Lauritz Weibull (1911) e da J. Svennung (1966). La teoria si basa su una rivalutazione dell'età delle pietre di Ingvar, proposta da Elias Wessén e Sune Lindquist e che le farebbe risalire all'inizio dell'XI secolo.
Secondo una terza teoria, proposta da F. Braun e basata sulle pietre runiche U 513, U 540, Sö 179 e Sö 279, Ingvar sarebbe stato il figlio del re svedese Emund di Svezia, e nipote di Olof Skötkonung. Emund avrebbe avuto due mogli, Tola e Ragnhildr. sarebbe stata la madre dell'Haraldr citato sulla pietra Sö 179, e Ragnhild la madre di Önundr, Eiríkr, Ragnarr ed Hákon delle pietre U 513 e U 540. Önundr sarebbe stato Anund III il Russo, il quale crebbe in Russia, Eirík uno dei due pretendenti di nome Eric, Hákon sarebbe stato Haakon di Svezia ed Ingvar, Ingvar il Viaggiatore.
L'origine di Ingvar è quindi dibattuta o, per dirla come Oddr Snorrason:
Noi sappiamo che ci sono studiosi di saghe secondo cui Yngvarr sarebbe il figlio di [Re] Önundr Óláfsson [m. 1060], dato che pensano che sarebbe più onorevole per lui essere figlio di un re. E [dicono che] Önundr avrebbe volentieri rinunciato al regno per darlo ad Yngvarr, dato che tutti i capi di Svezia sarebbero stati onorati di avere lui [Yngvarr] come re dopo di loro.

### Spedizione
È possibile che fu re Anund Jakob o il fratello e successore Emund di Svezia a creare i Fyrd. 
I partecipanti furono equamente distribuiti tra tutti i villaggi, e 24 delle 26 pietre di Ingvar provenivano dalla Svezia (in senso contemporaneo, ovvero lo Svealand) e 2 dal distretto Geato di Östergötland. I cittadini di Attundaland non ne fecero parte, probabilmente per mantenere un esercito difensivo in Svezia mentre i migliori erano lontano.
Anund Jacob era il fratello di Ingegerd Olofsdotter, la quale sposò Yaroslav I di Novgorod e che qunquisò Kiev nel 1019 dal fratello di Sviatopolk. Questo fu ottenuto con l'aiuto dei Variaghi e, secondo la saga di Ingvar, erano guidati dal padre di Ingvar, Eymund. 
In seguito Yaroslav ebbe problemi con i Peceneghi, una tribù nomade. La spedizione rimase pochi anni a Kiev combattendo contro i Peceneghi, per poi (nel 1042) proseguire verso il Mar Nero e lo stato cristiano chiamato Särkland (Georgia).

## Conseguenze
Secondo la saga leggendaria di Ingvar, solo una nave fece ritorno. Le 26 pietre rimaste a testimonianza non citano nessun sopravvissuto. Le frasi più comuni sono simili a quelle della pietra runica di Gripsholm:
Adamo da Brema considerò il disastro una punizione per il rifiuto del re al vescovo Adalvard o di Brema ed al suo proprio vescovo, Osmundus.